# Qisas
Qisas ou Qisas (em árabe: قِصَاص, translit. Qiṣāṣ, lit. 'responsabilidade, acompanhamento após, perseguição ou ação penal') é um termo de origem islâmica entendido como  "retaliação na mesma moeda", " olho por olho " ou justiça retributiva. Na lei islâmica tradicional (sharia), a doutrina de qisas prevê uma punição análoga ao crime.
Qisas; (por crimes de homicídio e ferimento): A Qisas é uma prática entendida como retaliação na “ordem social tribal” e realizada com base na “equivalência social”. Em qisas, tradicionalmente, um membro da tribo do assassino (o equivalente social da pessoa assassinada) era morto, dependendo se o falecido era (homem, mulher, escravo, livre, elite ou comum). A condição de "igualdade social" em qisas significa isso; “se uma pessoa socialmente inferior mata alguém da classe alta, qisas será aplicado”, enquanto “se alguém da classe alta matar alguém da classe baixa, não pode ser aplicado”.
Nesse caso, o pagamento de indenização (Diyya em Islã) pode ser pago à família da pessoa assassinada.
Existem vários versículos qisas sobre esses crimes no Alcorão. Qisas é discutido no Alcorão (Al-Baqara: 178) por meio de "equivalência social";"Ó fiéis, está-vos preceituado o talião para o homicídio: livre por livre, escravo por escravo, mulher por mulher. Mas, se o irmão do morto perdoar o assassino, devereis indenizá-lo espontânea e voluntariamente. Isso é uma mitigação emisericórdia de vosso Senhor. Mas quem vingar-se, depois disso, sofrerá um doloroso castigo."
Esse instituto jurídico (Qisas) está disponível para a vítima ou os herdeiros da vítima contra um autor condenado por homicídio ou lesão corporal intencional. No caso de assassinato, a qisas dá o direito de tirar a vida do assassino, se este for condenado e o tribunal aprovar. Aqueles que têm direito a qisas têm a opção de receber compensação monetária (diyya) ou conceder perdão ao autor do crime.
Qisas é uma das formas de punição na jurisprudência penal islâmica tradicional, sendo as outras Hudud e Ta'zir. Os sistemas jurídicos do Irã, Paquistão, Arábia Saudita, Emirados Árabes Unidos, Catar e alguns estados nigerianos atualmente fornecem qisas.
Assemelha-se à Lei da Talião.